# Юношески национален отбор на България по футбол до 17 години
Юношеският национален отбор на България по футбол до 17 години е български национален отбор по футбол, съставен от състезатели до 17 години. Той е контролиран от Българския футболен съюз. Отборът се състезава за участие на Европейско първенство по футбол за младежи до 17 години, което се провежда всяка година, както и за Световно първенство по футбол за младежи до 17 години, което се провежда на всеки две години.
Отборът се е класирал шест пъти на европейски първенства и нито веднъж на световно.

## Успехи

### Балканско първенство под 17 години
| Година | Място    |
| ------ | -------- |
| 1973   | Шампиони |

### УЕФА Европейско първенство под 17 години
| Година | Домакин                                     |
| ------ | ------------------------------------------- |
| 1982   | не се класира                               |
| 1984   | Четвърфинал – не се класира за финален етап |
| 1985   | Групов етап                                 |
| 1986   | Групов етап                                 |
| 1987   | Групов етап                                 |
| 1988   | не се класира                               |
| 1989   | Групов етап                                 |
| 1990   | не се класира                               |
| 1991   | Групов етап                                 |
| 1992   | не се класира                               |
| 1993   | не се класира                               |
| 1994   | не се класира                               |
| 1995   | не се класира                               |
| 1996   | не се класира                               |
| 1997   | не се класира                               |
| 1998   | не се класира                               |
| 1999   | не се класира                               |
| 2000   | не се класира                               |
| 2001   | не се класира                               |
| 2002   | не се класира                               |
| 2003   | Елитен кръг – не се класира                 |
| 2004   | не се класира                               |
| 2005   | Елитен кръг – не се класира                 |
| 2006   | Елитен кръг – не се класира                 |
| 2007   | не се класира                               |
| 2008   | не се класира                               |
| 2009   | не се класира                               |
| 2010   | не се класира                               |
| 2011   | не се класира                               |
| 2012   | Елитен кръг – не се класира                 |
| 2013   | Елитен кръг – не се класира                 |
| 2014   | не се класира                               |
| 2015   | Групов етап                                 |
| 2016   | Елитен кръг – не се класира                 |
| 2017   | не се класира                               |
| 2018   | не се класира                               |
| 2019   | не се класира                               |
| 2020   | не се провежда                              |
| 2021   | не се провежда                              |
| 2022   | Групов етап                                 |
| 2022   | не се класира                               |

### ФИФА Световна купа под 17 години
| Година       | Домакин       |
| ------------ | ------------- |
| 1985 до 2019 | не се класира |
| 2021         | отменено      |